# Bolet framboise
Hortiboletus rubellus
Espèce
Statut de conservation UICN

 LC  : Préoccupation mineure
Hortiboletus rubellus, le Bolet framboise ou Bolet rougeâtre, auparavant Xerocomus rubellus, est une espèce de champignons (Fungi) basidiomycètes du genre Hortiboletus et de la famille des Boletaceae. Il est caractérisé par ses tons rougeâtres, la base de son pied piquetée de petits points orangés à la coupe et son habitat souvent dans les jardins et autres zones herbeuses.

## Taxonomie

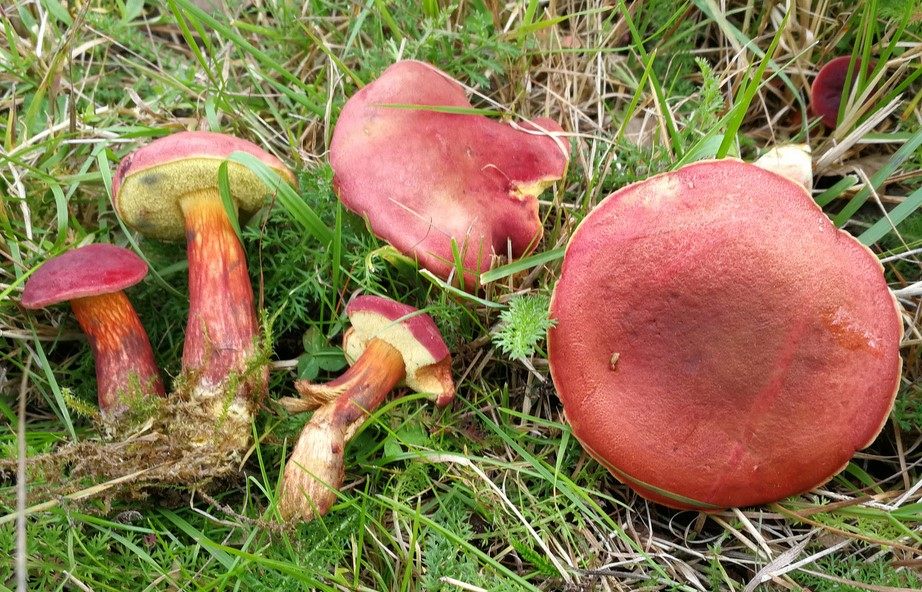
Collection de sporophores de H. rubellus en Suède.

Le nom correct complet (avec auteur) de ce taxon est Hortiboletus rubellus (Krombh.) Simonini, Vizzini & Gelardi. 
L'espèce a été initialement classée dans le genre Boletus sous le basionyme Boletus rubellus Krombh..

### Synonymes
Hortiboletus rubellus a pour synonymes :
- Boletus caribaeus (Singer) Singer
- Boletus chrysenteron var. versicolor (Rostk.) Costantin & L.M.Dufour
- Boletus fraternus Peck
- Boletus rubellus Krombh.
- Boletus rubeus Frost
- Boletus sanguineus With.
- Boletus sanguineus With. ex Fr.
- Boletus subtomentosus var. rubellus (Krombh.) C.Martín
- Boletus versicolor Rostk.
- Ixocomus sanguineus
- Leucobolites rubellus (Krombh.) Beck
- Suillus rubellus (Krombh.) Henn.
- Suillus rubeus (Frost) Kuntze
- Suillus sanguineus (Quél.) Kuntze
- Suillus versicolor (Quél.) Kuntze
- Tubiporus rubellus (Krombh.) S.Imai
- Versipellis pruinata var. versicolor Quél.
- Versipellis versicolor (Rostk.) Quél., 1886
- Viscipellis sanguinea Quél.
- Xerocomellus rubellus (Krombh.) Šutara
- Xerocomus chrysenteron var. versicolor (Rostk.) Quél.
- Xerocomus rubellus (Krombh.) M.M.Moser
- Xerocomus rubellus (Krombh.) Quél.
- Xerocomus versicolor E.-J.Gilbert

### Phylogénie
Hortiboletus rubellus était autrefois classé dans le genre Xerocomus, et est toujours classé comme tel dans certains textes. L'espèce a été transférée dans le nouveau genre Hortiboletus en 2015, à la suite de preuves moléculaires indiquant sa dissimilitude génétique avec le genre Boletus.

### Étymologie
L'épithète spécifique rubellus = "rougeâtre", diminutif de ruber "rouge", fait réfèrence à la couleur du chapeau.

### Noms vulgaires et vernaculaires
Ce taxon porte en français le nom vernaculaire ou normalisé suivant : Bolet framboise, Bolet rougeâtre.

## Description du sporophore

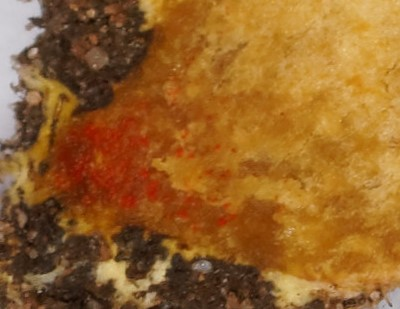
La chair interne dans l'extrême bout du pied de H. rubellus est piqueté de minuscules points rougeâtres à la coupe, une caractéristique distinctive, qui se retrouve également chez H. engelii

Les bolets sont des champignons dont l'hyménophore, constitué de tubes et terminés par des pores, se sépare facilement de la chair du chapeau. Ce chapeau d'abord rond, recouvert d'une cuticule, devient convexe à mesure qu’il vieillit. Ils ont un pied (stipe) central assez épais et une chair compacte. Les caractéristiques morphologiques de H. rubellus sont les suivantes :
Son chapeau mesure de 3 à 12 cm. il est feutré, typiquement rouge vif et subitement décoloré au bord, devenant finement fissurée à maturité.
L'hyménophore présente des tubes d'abord jaunes puis jaune olivâtre, en général nettement bleuissants. Les pores sont concolores aux tubes. Sa sporée est de couleur brun olive.
Son stipe mesure 3 à 10 cm x 0,5 à 3 cm, de couleur jaune ou rouge, souvent bulbeux. Le mycélium basal est blanchâtre ou jaunâtre pâle.
La chair est blanchâtre à jaune pâle, souvent jaunâtre à jaune orangé dans la moitié inférieure du pied, le plus souvent typiquement ponctuée de petits points rouge sang ou rouge orangé dans l'extrême base du pied. Elle est parfois très légèrement bleuissante au niveau du chapeau. Sa saveur est douce et son odeur est faible.

### Caractéristiques microscopiques
Ses spores mesurent 11 à 14 µm x 4,5 à 5,5 µm.

## Galerie

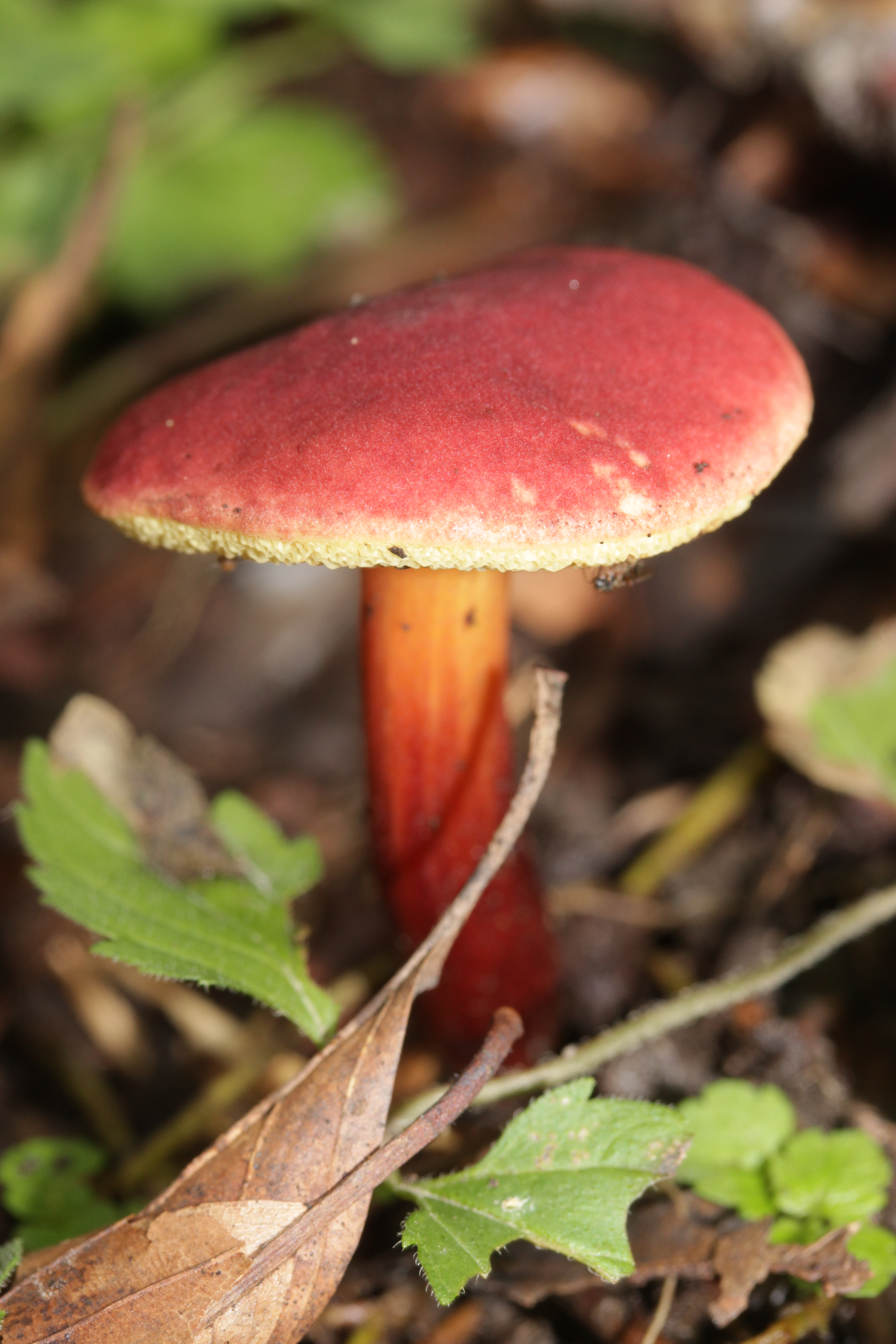
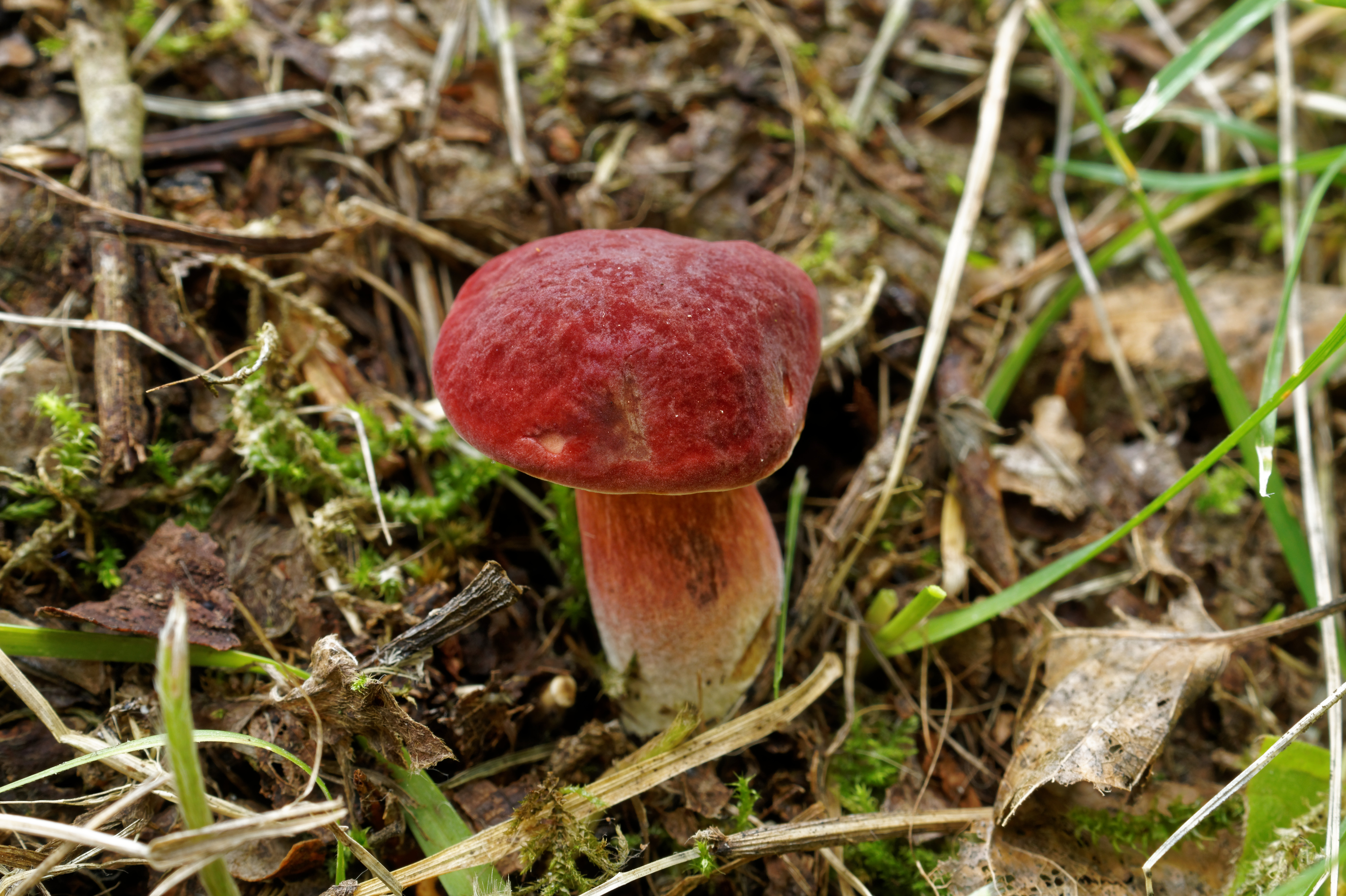
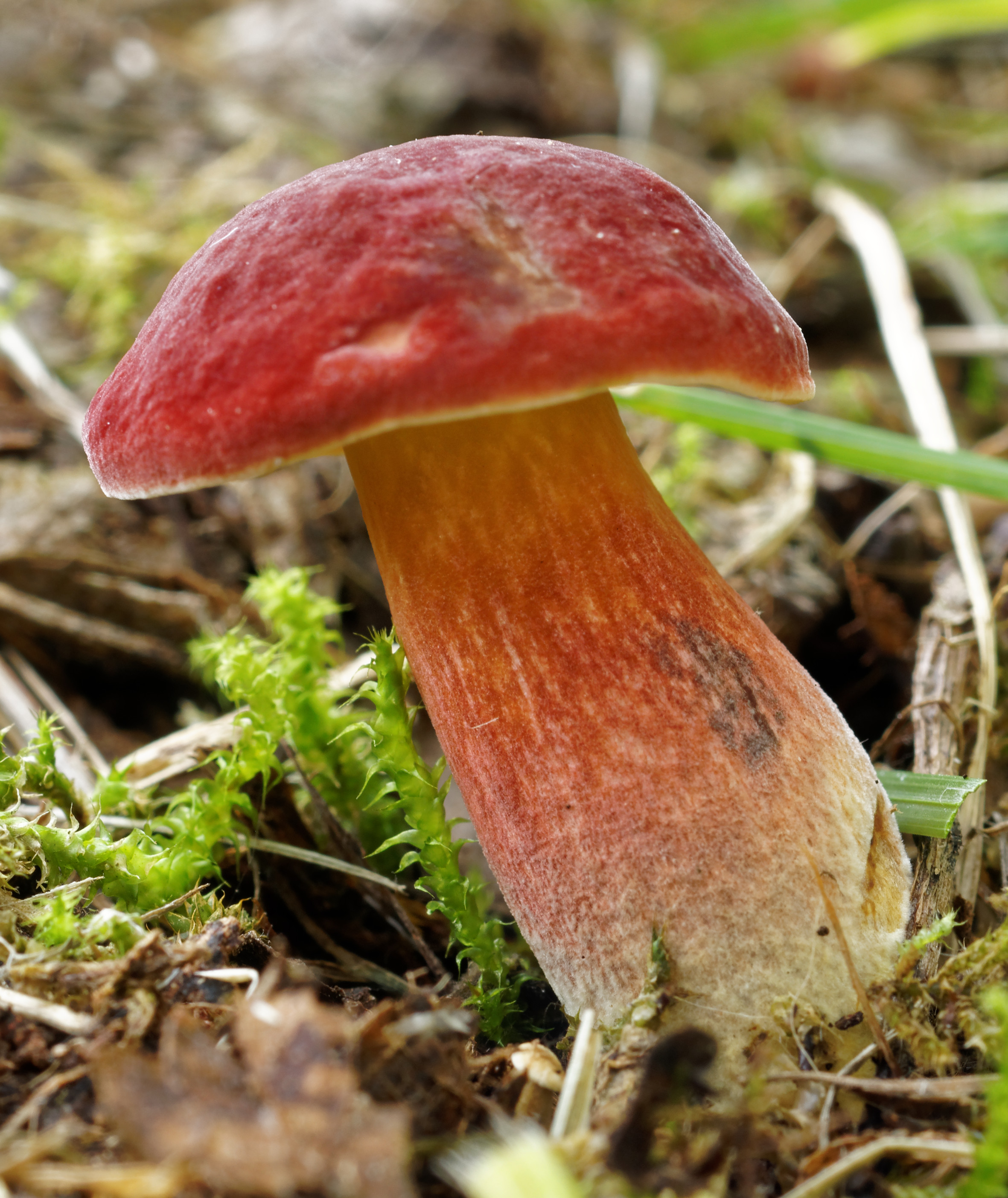
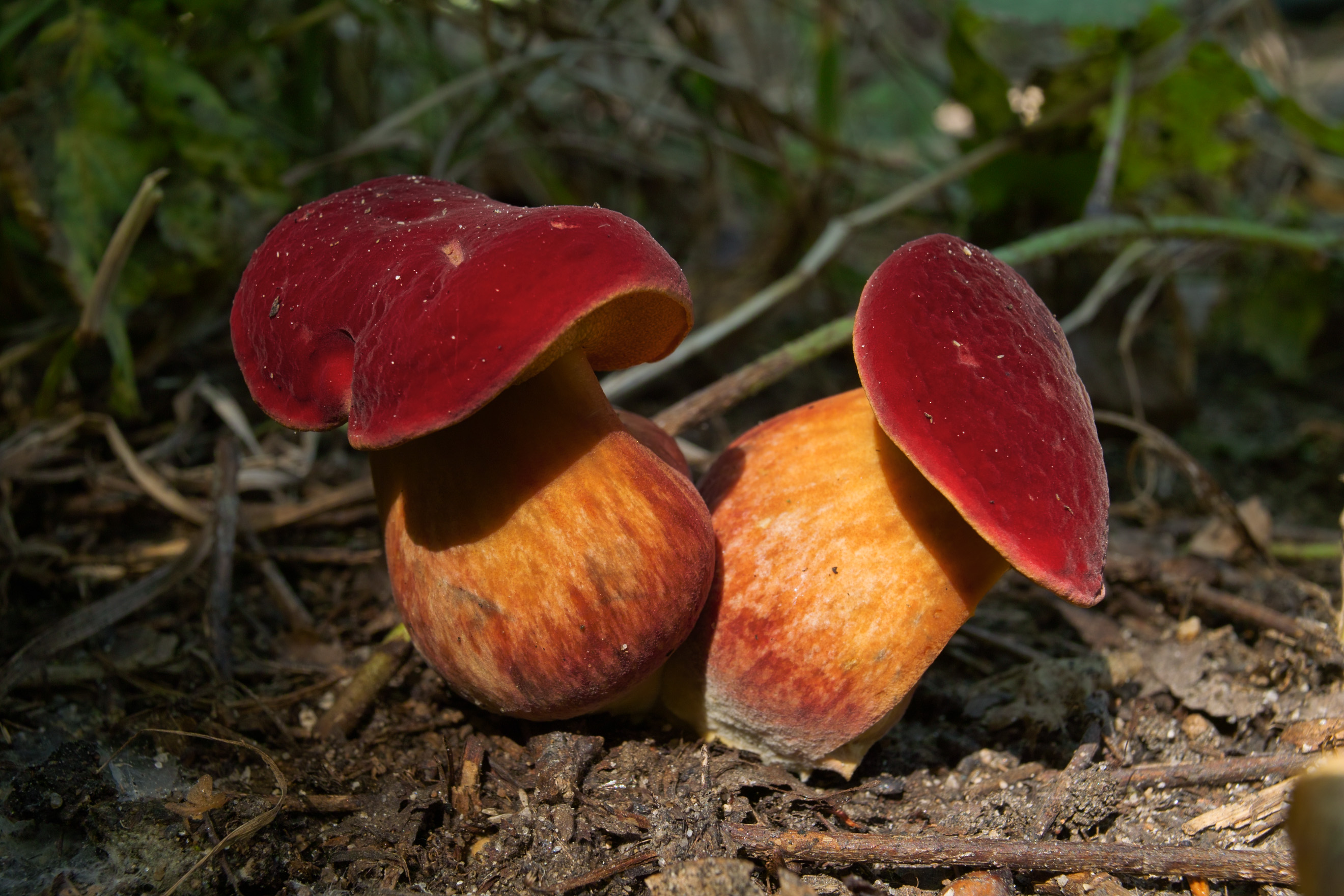
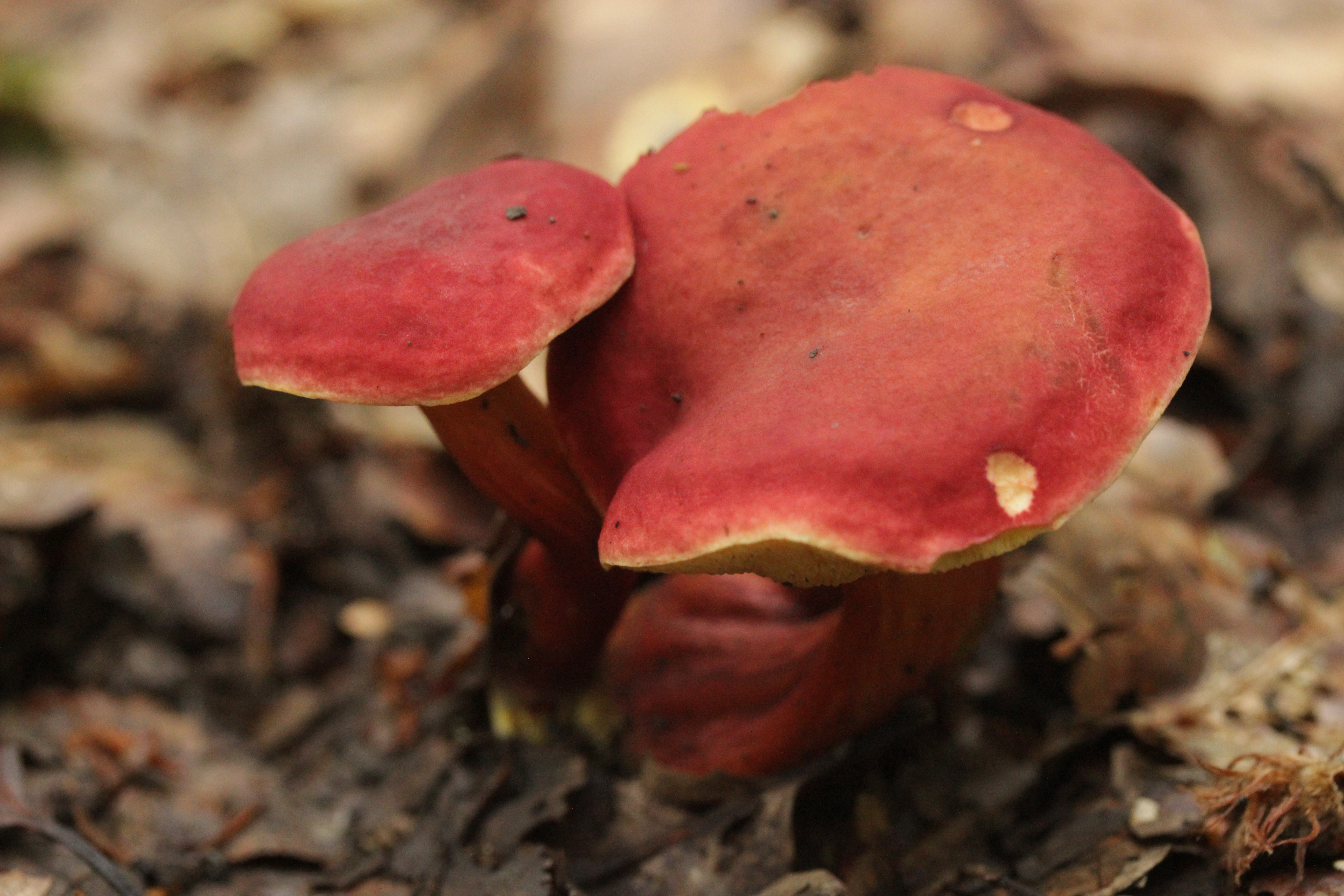
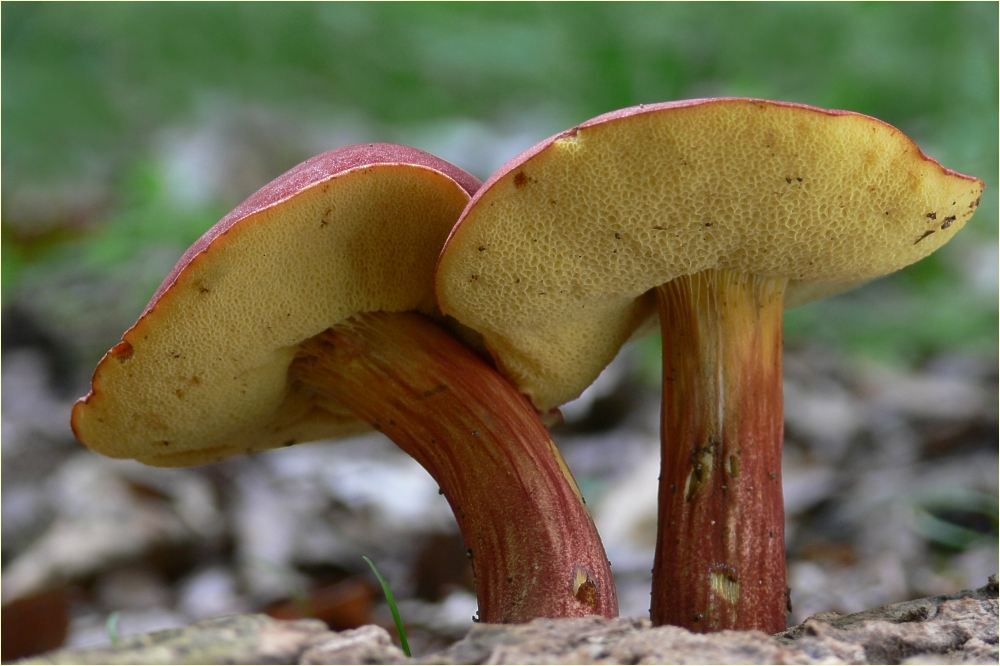
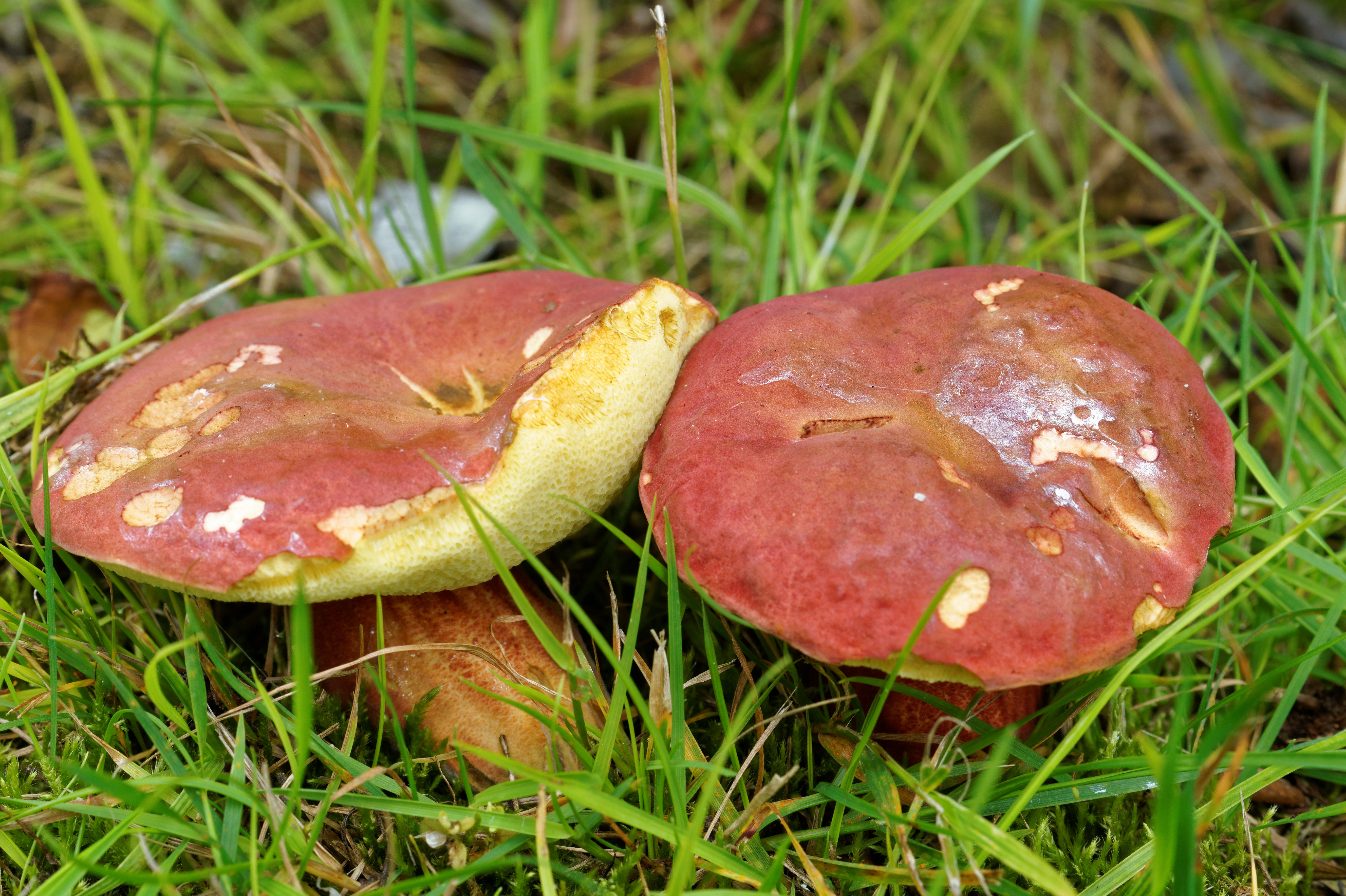
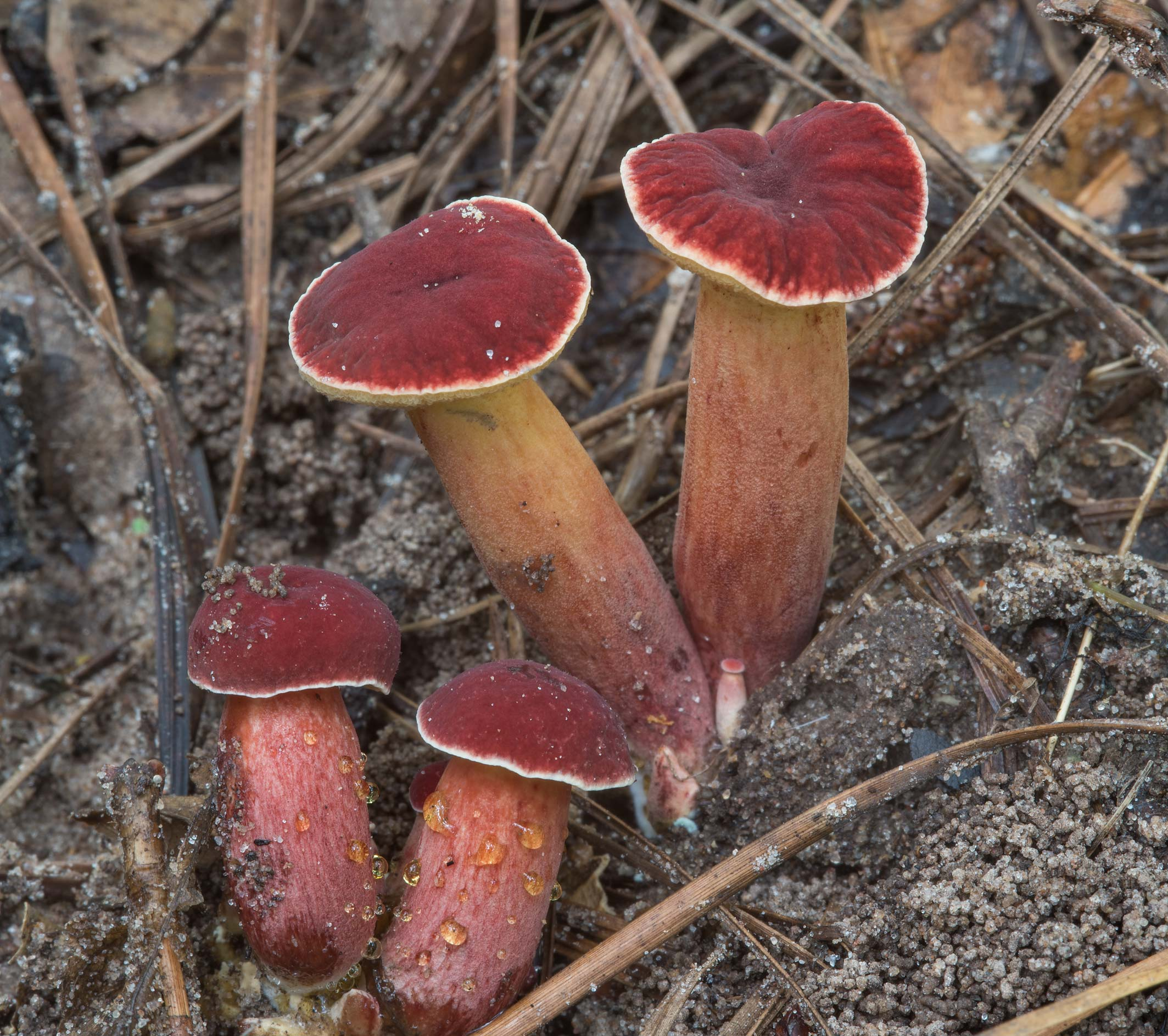
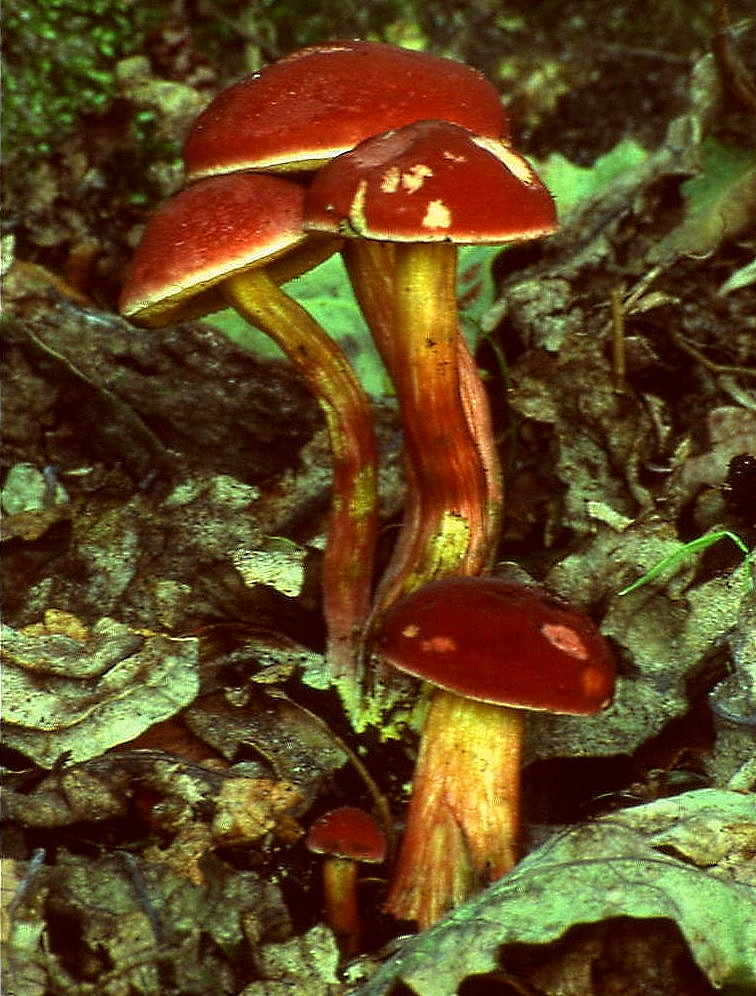
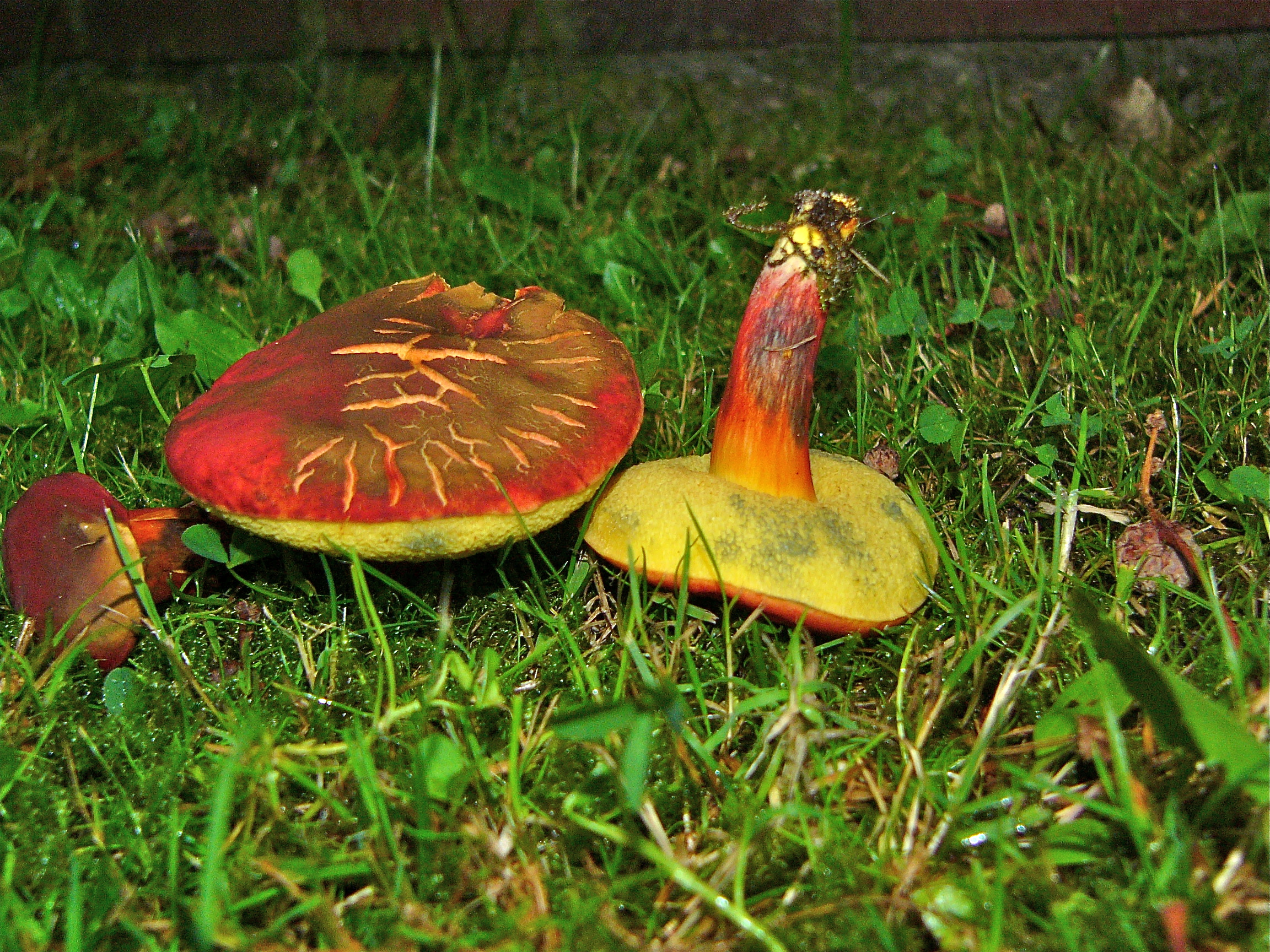
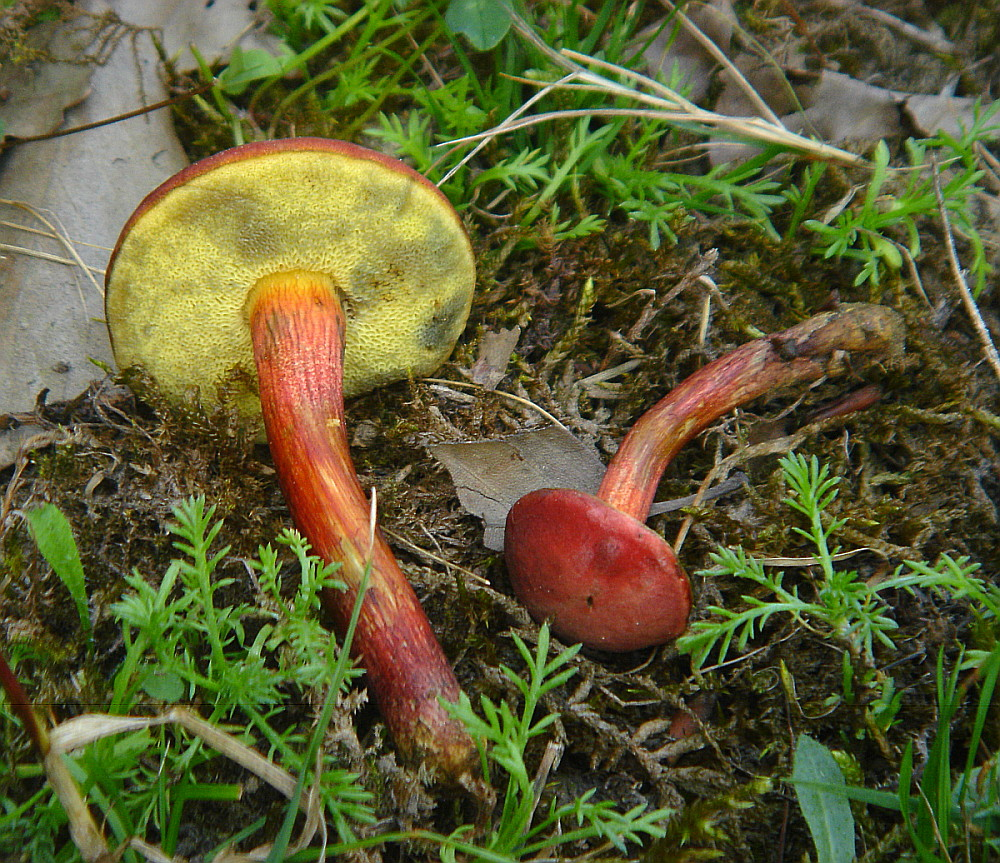
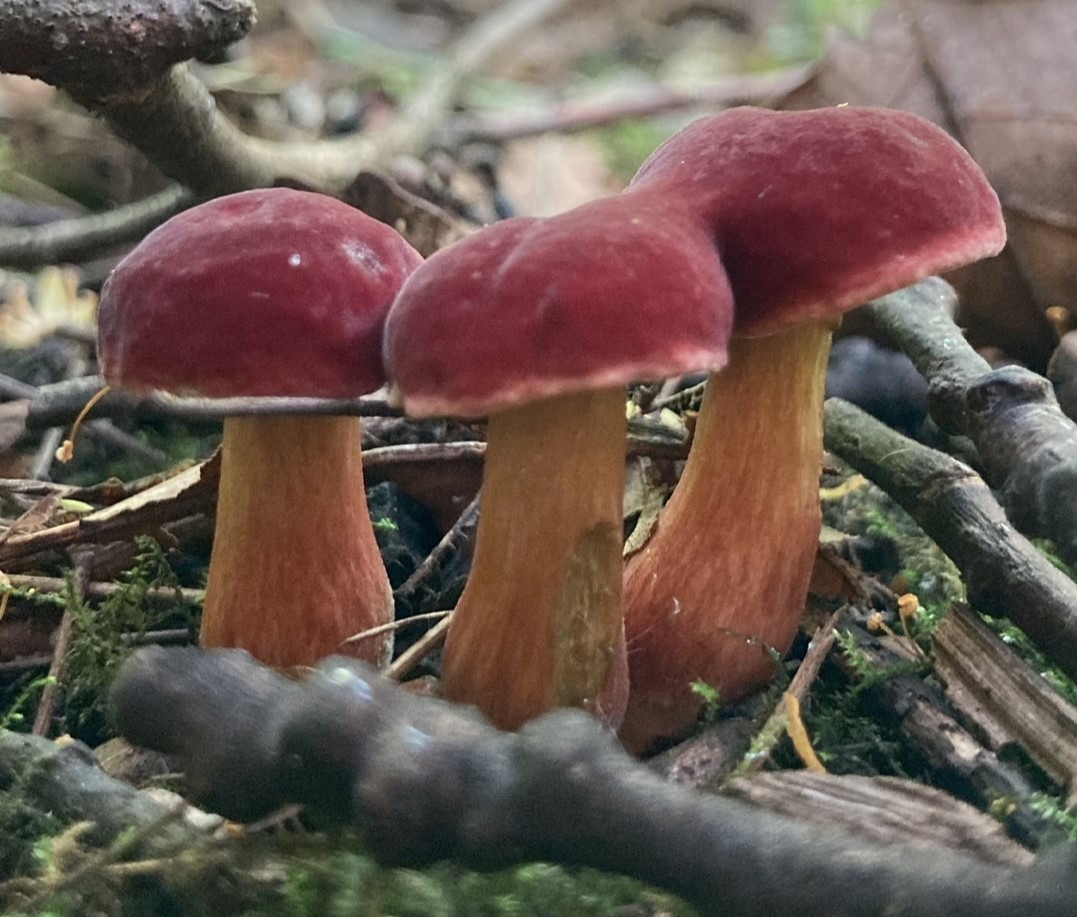
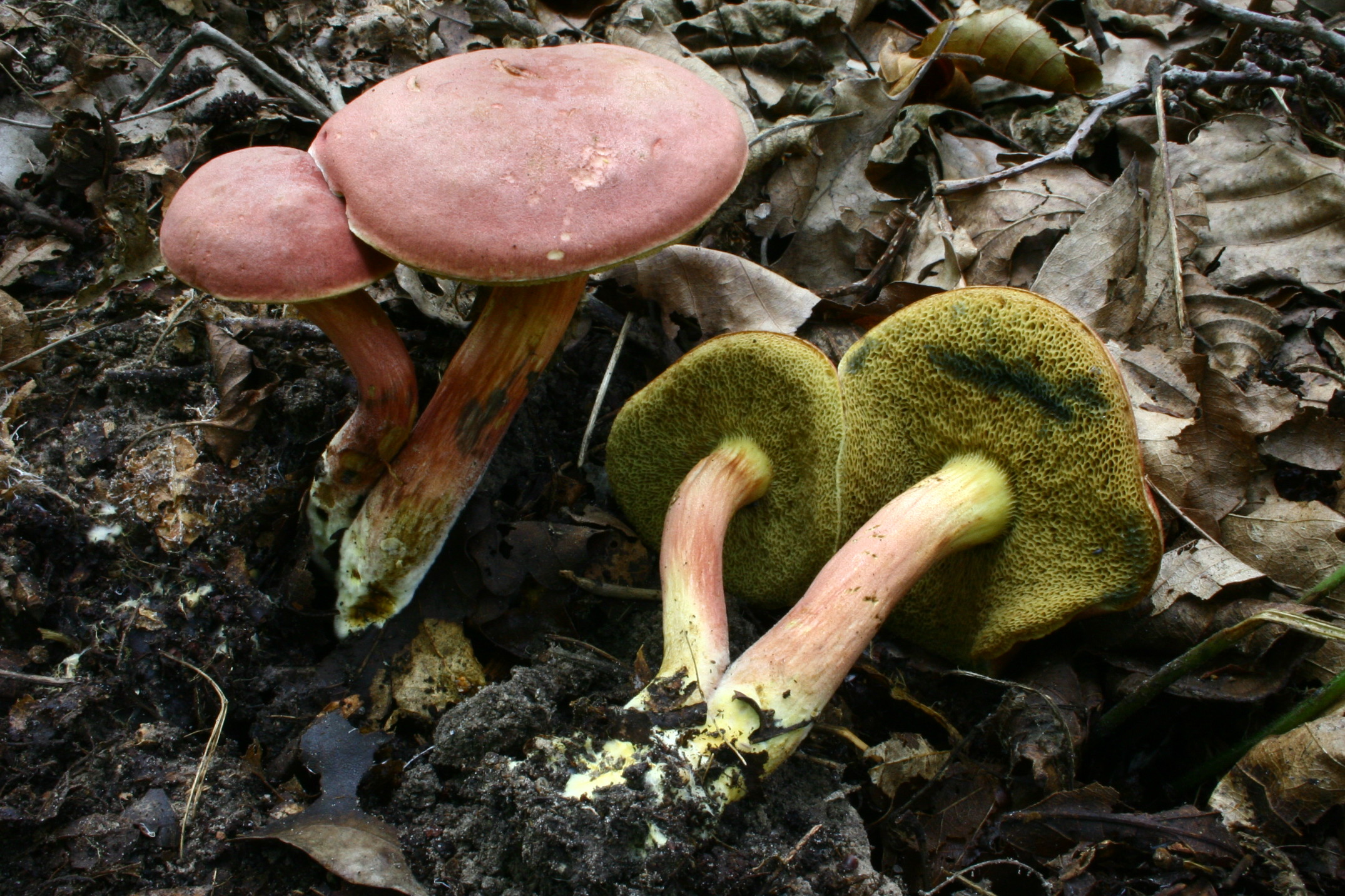
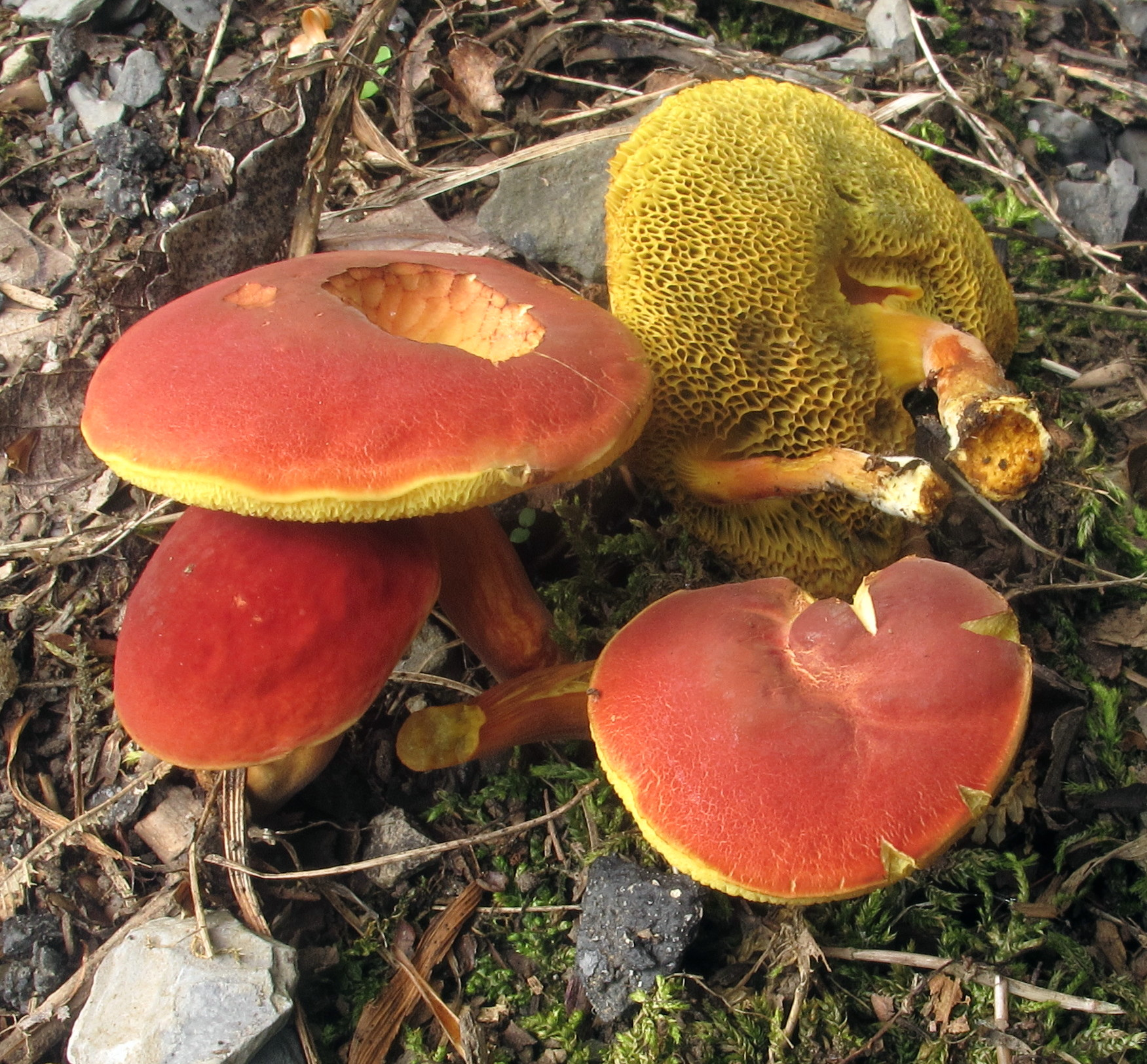
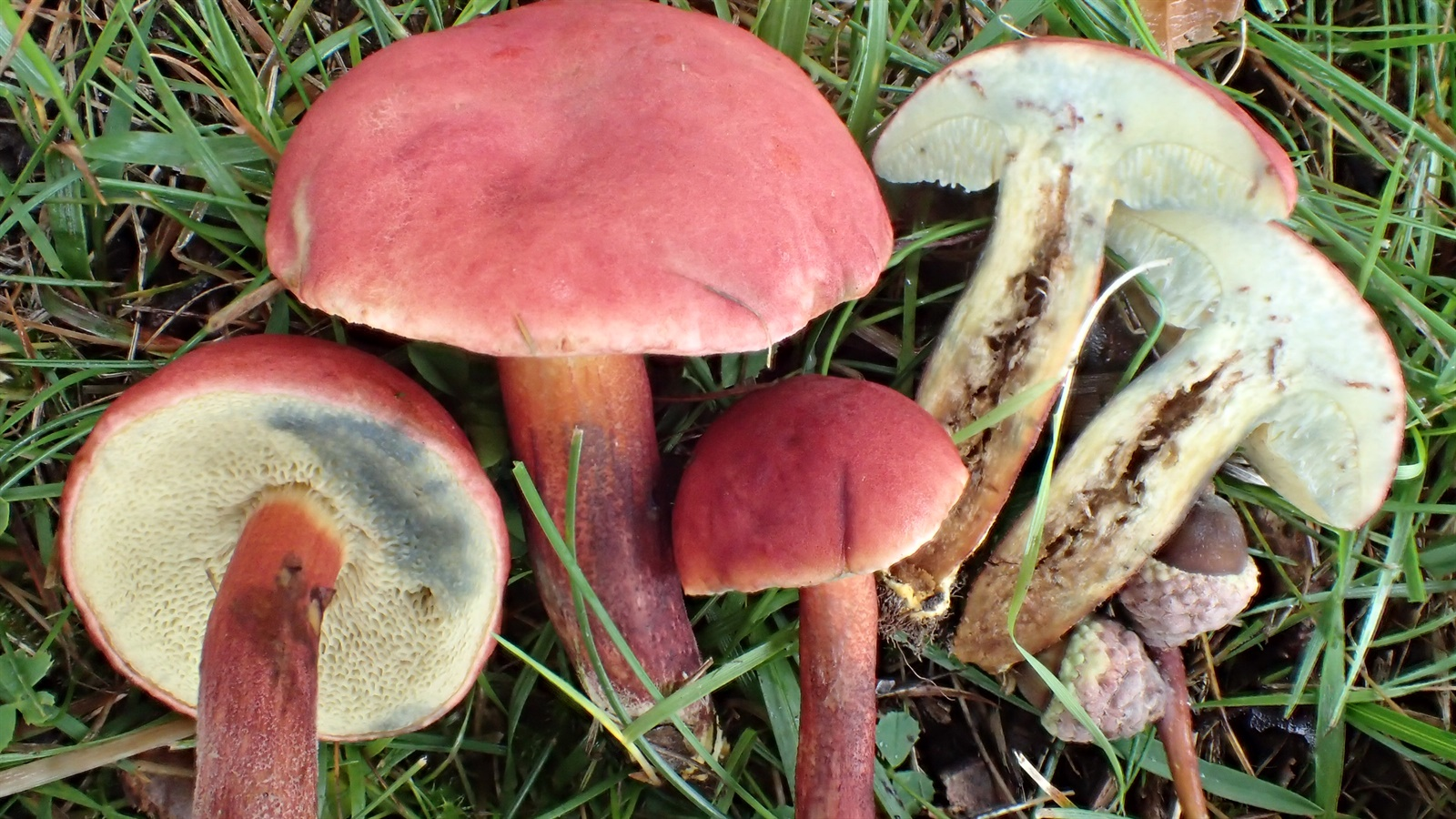
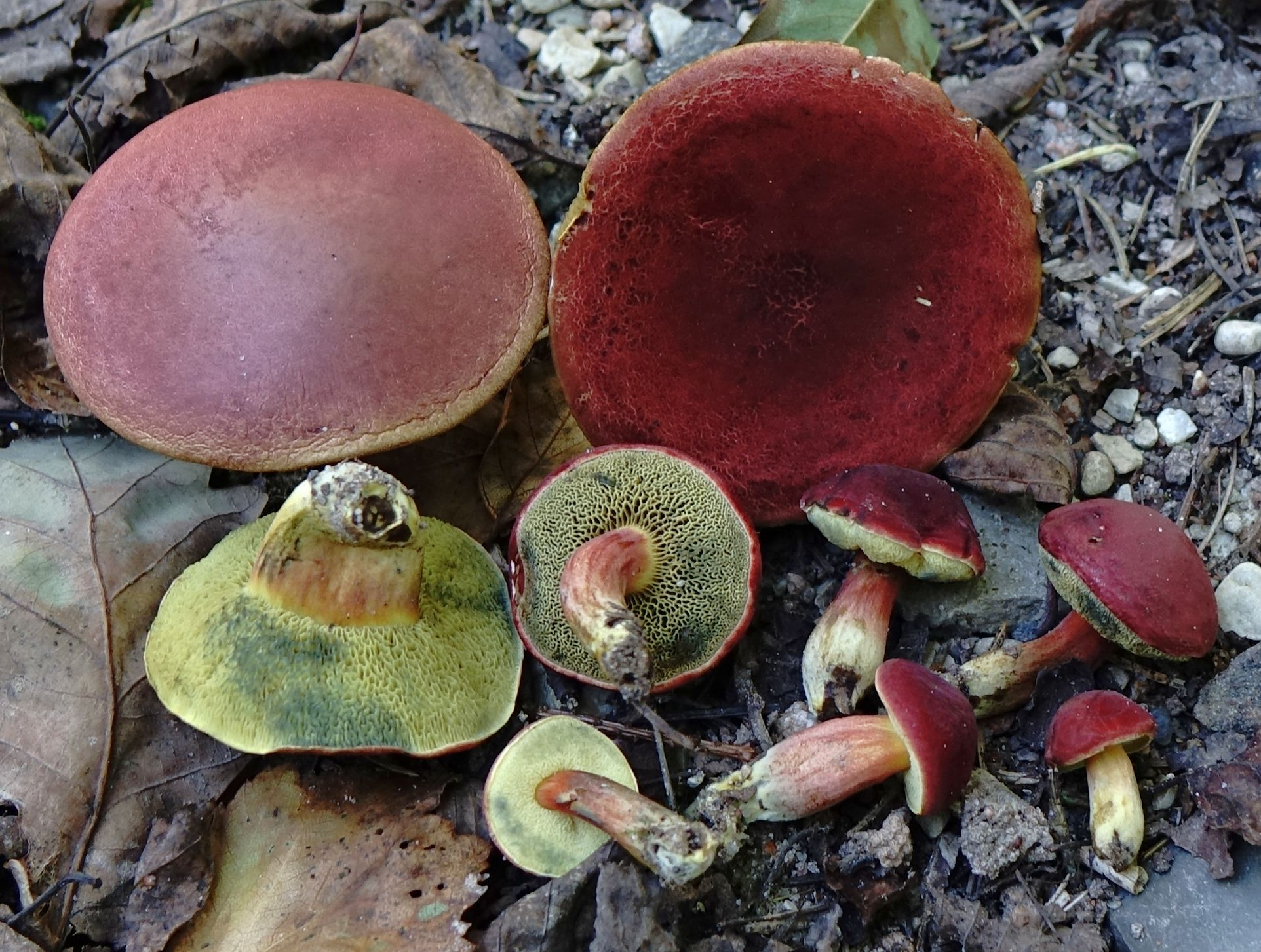
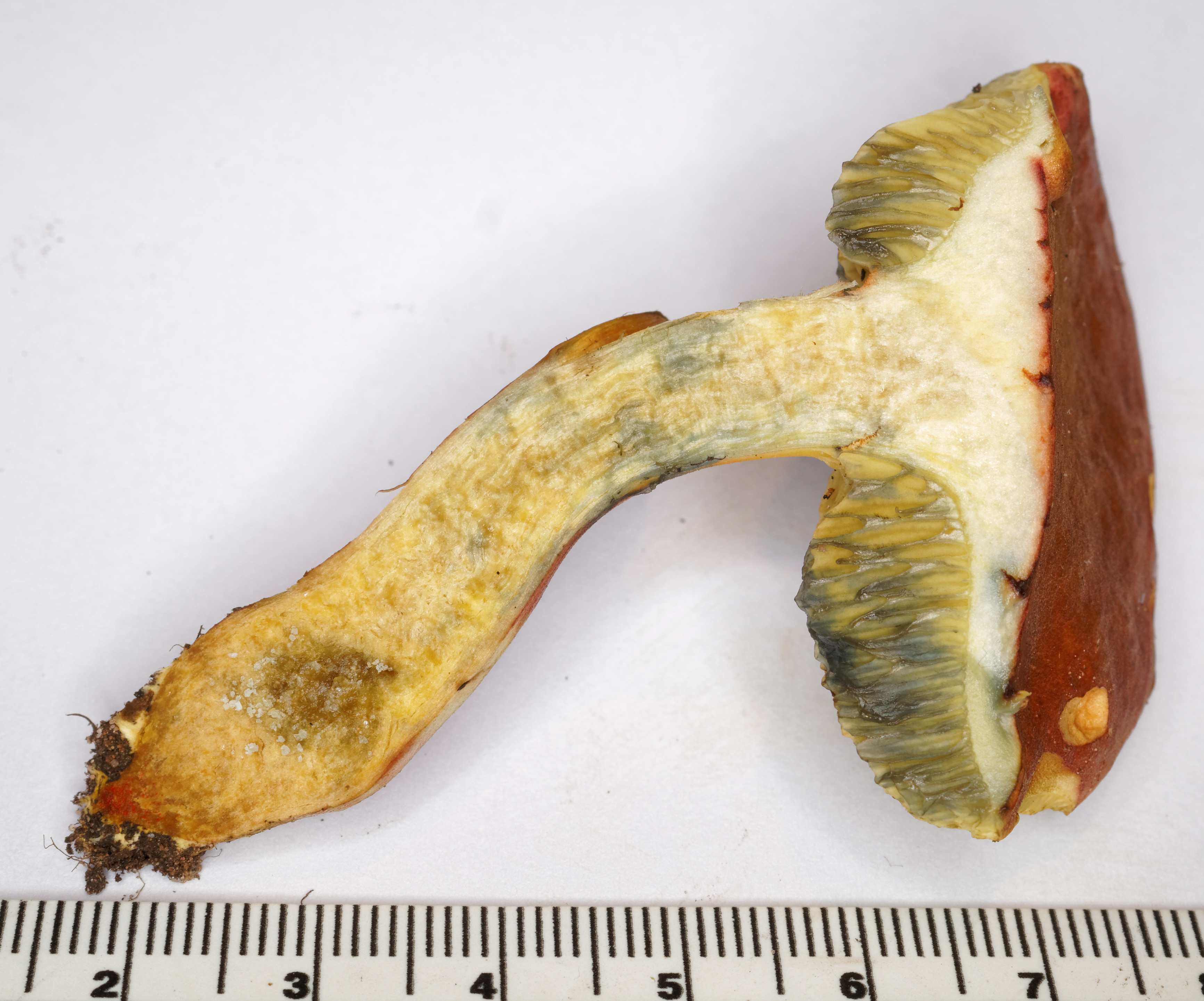

## Habitat et distribution
Il s'agit un champignon ectomycorhizien, poussant sous différents feuillus, dans les zones herbeuses (parc, jardin, clairières des feuillus, etc…). On peut également le trouver sur les bords de route et généralement sur les sols calcaires. 

## Comestibilité
Comme tous les Xerocomus au sens large, le Bolet framboise est une espèce d'intérêt culinaire donné comme moyen de par sa saveur peu prononcée. Elle est comestible après cuisson, de préférence en retirant le pied et en privilégiant les jeunes spécimens fermes dont les tubes ne sont pas très développés. C'est une espèce consommée occasionellement . Cette espèce, venant souvent dans les jardins et les parcs, doit éviter d'être consommée si le milieu de récolte est trop urbain, les sporophores absorbants les polluants et les métaux lourds du sol s'il y en a.

## Confusions possibles
- Le Bolet des rives (Xerocomellus ripariellus), au chapeau typiquement finement craquelé et à la chair du bout du pied sans picotements orangés, nettement et assez uniformément bleuissante. Sans intérêt alimentaire.
- Le Bolet finlandais (Xerocomellus fennicus), au chapeau typiquement finement craquelé et à la chair du bout du pied sans picotements orangés, nettement et assez uniformément bleuissante. Sans intérêt alimentaire.
- Le Bolet rubicond (Xerocomellus redeuilhii), à la moitié inférieure du pied rouge betterave à sa surface et dans sa chair non bleuissante. Sans intérêt alimentaire.
- Le Bolet abricot (Rheubarbariboletus armeniacus), aux teintes orangées plus pâles et à la chair progressivement jaune orangée en descendant vers le pied, sans picotements orangés. Comestible.
- Le Bolet commun (Hortiboletus engelii), dont le chapeau est typiquement brun à noirâtre. Comestible.
- Le Bolet chamois (Hortiboletus bubalinus), dont le chapeau est typiquement brunâtre, plus pâle vers les bords, à la chair du bout du pied souvent sans picotements orangés, bleuissante au-dessus des tubes et rose sous la cuticule. Sans intérêt alimentaire.